# SPIRAL (Thinking Dogsの曲)
「SPIRAL」（スパイラル）は、日本のロックバンド・Thinking Dogsの楽曲。作詞はTSUBASA、作曲はTSUBASAとJunが担当した。2019年11月6日にThinking Dogsのメジャー8作目のシングルとしてSony Recordsから発売された。

## 背景とリリース
初回仕様限定盤（CD+DVD）および通常盤（CDのみ）の2形態でのリリース。また、収録曲の全てが秋元康が一切プロデュースに関わらない初めてのシングルとなる。
MVには映画の主演を務めている、小坂菜緒（日向坂46）が出演。

## メディアでの使用
SPIRAL
映画『恐怖人形』の主題歌。
光
フジテレビオンデマンド ドラマ『乃木坂シネマズ〜STORY of 46〜』の主題歌。

## シングル収録トラック
| 全編曲: Thinking Dogs。 |                              |           |              |       |
| #                       | タイトル                     | 作詞      | 作曲         | 時間  |
| 1.                      | 「SPIRAL」                   | TSUBASA   | TSUBASA、Jun | 3:54  |
| 2.                      | 「光」                       | 大輝      | わちゅ〜     | 5:02  |
| 3.                      | 「equation」                 | 大輝      | わちゅ〜     | 3:13  |
| 4.                      | 「SPIRAL（instrumental）」   |           | TSUBASA、Jun | 3:54  |
| 5.                      | 「光（instrumental）」       |           | わちゅ〜     | 5:02  |
| 6.                      | 「equation（instrumental）」 |           | わちゅ〜     | 3:11  |
| 合計時間:               | 合計時間:                    | 合計時間: | 合計時間:    | 24:16 |

| #  | タイトル               | 作詞 | 作曲・編曲 | 監督 |
| -- | ---------------------- | ---- | ---------- | ---- |
| 1. | 「SPIRAL Music Video」 |      |            |      |